# Jerry Colonna
Jerry Colonna (17 de septiembre de 1904 – 21 de noviembre de 1986) fue un actor, comediante, cantante y compositor estadounidense de origen italiano, conocido por interpretar al más alocado de los camaradas de Bob Hope en los espectáculos radiofónicos y cinematográficos de Hope de las décadas de 1940 y 1950.

## Biografía
Su verdadero nombre era Gerardo Luigi Colonna, y nació en Boston, Massachusetts. 
Con sus ojos saltones, sus expresiones y su mostacho, Colonna era conocido por cantar a voz en grito "con un aullido cómico," según el autor de Raised on Radio, Gerald Nachman, y por su latiguillo "Who's Yehoodi?", probablemente originado en un programa de Bob Hope al que se había invitado al violinista Yehudi Menuhin.

## Carrera

### Locura musical
Colonna empezó su carrera como trombonista en orquestas y bandas de baile en la zona de su nativa Boston. Así, podía ser oído con la orquesta de Joe Herlihy en discos grabados por Edison Records a finales de la década de 1920. En los años treinta Colonna tocó con la orquesta de la CBS, la Columbia Symphony Orchestra. Sus bromas fuera de escena eran tan infames que la CBS estuvo a punto de despedirle en más de una ocasión. Fred Allen, entonces en la CBS, dio a Colonna pequeños espacios como invitado, y una década más tarde se sumó a la banda de John Scott Trotter para actuar en el programa de Bing Crosby Kraft Music Hall.
Colonna fue uno de los tres memorables descubrimientos llevados a cabo por Kraft Music Hall en la década de 1940. Los otros fueron el pianista y comediante Víctor Borge y el batería de Trotter y músico Spike Jones.
Según el historiador de la radio Arthur Frank Wertheim, en Radio Comedy, Colonna fue el responsable de muchas de las frases del programa de Hope. Colonna tomó también parte en varias de las primeras giras de Hope con la United Service Organizations en la década de 1940. El colega de Jack Benny, Dennis Day, un imitador y cantante de talento, imitó con efectividad el estilo maniaco y las expresiones de Colonna.
Colonna se sumó a la American Society of Composers, Authors and Publishers en 1956, pues fue compositor de diversos temas, entre ellos "At Dusk", "I Came to Say Goodbye", "Sleighbells in the Sky" y "Take Your Time." Lanzó un LP de música  de estilo Dixieland titulado He Sings and Swings (Mercury-Wing MGW 12153) a finales de la década de 1950.

### Cine
Colonna trabajó en tres de las populares películas de la serie Road interpretadas por Bob Hope y Bing Crosby: The Road to Singapore (1940), como Achilles Bombaza, The Road to Rio (1947), como un capitán de caballería, y un cameo en "The Road to Hong Kong (Dos frescos en órbita)" (1962). También intervino en el film de 1945 protagonizado por Fred Allen It's in the Bag!, en el papel del psiquiatra Dr. Greenglass, y además hizo una breve actuación junto a Hope en el número "Wife, Husband and Wolf", dentro de la película Star-Spangled Rhythm.
Aparte de lo anterior, dio voz a  la Liebre de Marzo en la película de dibujos animados de Walt Disney Alicia en el país de las maravillas (1951) (otra leyenda de la radio, Ed Wynn, dio voz a El Sombrerero) y llevó su chiflado estilo narrativo a varios cortos de Disney, entre ellos Casey at the Bat (1946) y The Brave Engineer (1950).

### Televisión
Colonna dejó de actuar regularmente en el show de Hope en 1950, pero siguió trabajando con él en especiales televisivos y en espectáculos en directo. También presentó su propia serie televisiva, The Jerry Colonna Show, que se emitió una única temporada. 
Además, presentó el episodio "Revenge with Music", del programa The Colgate Comedy Hour, en 1954. Dentro de su trabajo televisivo se encuentran sus intervenciones como presentador o como actor en las producciones Super Circus (1955-56), The Gale Storm Show (1959), el episodio Babes in Toyland de la serie Shirley Temple's Storybook en 1960, y un papel como Dr. Mann en "Don't Look a Gift Horse in the Mouth," un episodio de 1966 del programa The Monkees. Jerry Colonna también actuó en 1965 en el capítulo de la serie McHale's Navy "Hello McHale?-Colonna".

### Vida personal
Colonna se casó con Florence Purcell, a quien habría conocido en una cita a ciegas en 1930. La pareja adoptó un hijo, Robert, en 1941. El matrimonio duró 56 años. Tras su intervención en el programa The Monkees, Colonna sufrió un ictus. La parálisis resultante forzó su retiro del mundo del espectáculo, y en 1979 un infarto agudo de miocardio le obligó a pasar sus últimos siete años de vida en el Motion Picture & Television Country House and Hospital de Woodland Hills (Los Ángeles), California. Finalmente, en 1986 falleció a causa de un fallo renal. Fue enterrado en el Cementerio San Fernando Mission, en Mission Hills.